# Michael Torke
Michael Torke (ur. 21 września 1961 w Milwaukee) – amerykański kompozytor.

## Życiorys
W wieku 5 lat rozpoczął naukę gry na fortepianie, wcześnie też podjął próby kompozytorskie. Mając 18 lat, skomponował dla zespołu młodzieżowego, w którym grał na fagocie, swój pierwszy utwór orkiestrowy. Od 1980 do 1984 roku uczył się w Eastman School of Music w Nowym Jorku u Christophera Rouse’a i Josepha Schwantnera (kompozycja) oraz Davida Burge’a (fortepian). W latach 1984–1985 studiował na Yale University u Jacoba Druckmana (kompozycja) i Martina Bresnicka (fortepian). W 1986 roku zdobył przyznawaną przez American Academy Rome Prize i spędził rok w Rzymie. Podczas ceremonii otwarcia Letnich Igrzysk Olimpijskich 1996 w Atlancie wykonano specjalnie skomponowany przez niego na tę okazję utwór Javelin.

## Twórczość
Muzyka Torke’a określana jest jako postminimalistyczna i postmodernistyczna. Jego kompozycje cechują się rytmicznością i jasną konstrukcją. Kompozytor sięga po elementy rocka i popu, jego muzyka, pomimo eklektyzmu, odznacza się rysami indywidualnymi. Torke obdarzony jest zdolnością synestezji, kolorystyka odgrywa ważną rolę w jego utworach, co często zaznaczone jest już w tytule dzieła (Red, Green, The Blue Pages).

## Wybrane kompozycje
(na podstawie materiałów źródłowych)

### Utwory orkiestrowe
- Vanada na orkiestrę kameralną (1984)
- Bright Blue Music (1985), także wersja na trio fortepianowe pt. The Harlequines are Looking at You
- Ecstatic Orange (1985)
- Green (1986)
- Purple (1987)
- Adjustable Wrench na orkiestrę kameralną (1987)
- Black and White (1988)
- Copper na kwintet dęty blaszany i orkiestrę (1988)
- Ash na orkiestrę kameralną (1988)
- Slate na 3 keyboardy, ksylofon, marimbę i orkiestrę (1989)
- Rust na fortepian, 11 instrumentów dętych i kontrabas elektryczny (1989)
- Bronze na fortepian i orkiestrę (1990)
- Red (1991)
- Run (1992)
- Music on the Floor na orkiestrę kameralną (1992)
- Monday and Tuesday na orkiestrę kameralną (1992)
- Koncert fortepianowy (1993)
- Koncert saksofonowy (1993)
- Bone (1994)
- Javelin (1994)
- Nylon na gitarę i orkiestrę kameralną (1994)
- Flint na orkiestrę kameralną (1995)
- December na orkiestrę smyczkową (1995)
- Overnight Mail na orkiestrę kameralną (1997)
- Brick Symphony (1997)
- Jasper (1998)
- Lucent Variations (1998)
- Corner in Manhattan na kwartet smyczkowy i orkiestrę (2000)
- Rapture na perkusję i orkiestrę (2001)
- An American Abroad (2002)
- Bliss. Variations on an Unchanging Rhythm na orkiestrę dętą (2003)
- Four Wheel Drive na orkiestrę dętą (2004)
- Heartland (2006)
- The Kiss na orkiestrę dętą (2006)

### Utwory kameralne
- Ceremony of Innocence na flet, kontrabas i trio fortepianowe (1983)
- Telephone Book – The Yellow Pages na flet, kontrabas i trio fortepianowe (1983)
- Chalk na kwartet smyczkowy (1992)
- Chrome na flet i fortepian (1993)
- The Blue Pages na flet, kontrabas i trio fortepianowe (1995)
- The White Pages na flet, kontrabas i trio fortepianowe (1995)
- July na kwartet saksofonowy (1995)
- Sprite na flet i fortepian (1993)
- Great Crossing na kwartet smyczkowy (1996)
- August na kwintet dęty blaszany (2003)
- After the Forest Fire na marimbę, flet i wiolonczelę (2005)
- Leda and Zeus na puzon i fortepian (2007)

### Utwory wokalno-instrumentalne
- Mass na baryton, chór i orkiestrę kameralną (1990)
- 4 Proverbs na głoś żeński i zespół instrumentów (1993)
- Book of Proverbs na sopran, baryton, chór i orkiestrę (1996)
- Pentecost na sopran, organy i orkiestrę smyczkową (1997)
- Four Seasons na 4 głosy solowe, chór mieszany i chór dziecięcy (1999)
- Song of Isaiah na sopran i zespół instrumentów (2002)

### Utwory sceniczne
- opera kameralna The Directions (1986, wyst. Kreta 1986)
- opera telewizyjna King of Hearts (1993, wyk. TV Channel 4 1995, wersja sceniczna wyst. Aspen 1996)
- opera kameralna Strawberry Fields (1999, wyst. Nowy Jork 1999)
- balet The Contract (2002, wyst. Toronto 2002)
- balet An Italian Straw Hat (2004, wyst. Toronto 2005)
- musical The Listener (2005, wyst. Nowy Jork 2006)